# Assassin’s Creed: Revelations
Assassin’s Creed: Revelations (dt.: Offenbarungen) ist der insgesamt vierte Teil der gleichnamigen Reihe und der Nachfolger von Assassin’s Creed: Brotherhood. Das Spiel ist dem Action-Adventure-Genre zuzuordnen und enthält Rollenspiel-Elemente. Es erschien am 15. November 2011 in Europa und Nordamerika für PlayStation 3 und Xbox 360, die Windows-Version folgte am 29. November 2011 in Nordamerika und am 1. Dezember 2011 in Europa. Entwickelt wurde es von Ubisoft Montreal.

## Handlung
Die Benutzung des Animus und die Geschehnisse in der Kammer unterhalb des Kolosseums haben Desmond Miles’ Gehirn überlastet und ihn in ein Koma versetzt, in dessen Folge sich seine realen und genetischen Erinnerungen zu vermischen drohen. Dies hätte zur Folge, dass Desmond wie sein Vorgänger, Subjekt 16, einen irreparablen psychischen Schaden mit Realitätsverlust und Schizophrenie davontragen würde. Um ebendies zu verhindern, wird er von den verbliebenen Teammitgliedern und seinem Vater, William Miles, zurück in den Animus gebracht und dort in die alte Testroutine befördert, die eine Testphase aus der Entwicklungszeit des Animus darstellt. Diese hat den Nebeneffekt, dass sie Desmonds Verstand davon abhält zu kollabieren und ihm somit Zeit verschafft, um eine Lösung zu finden. Im Inneren der Testroutine trifft er auf Subjekt 16 alias Clay Kaczmarek, der kurz vor seinem Suizid ein künstliches Abbild von sich selbst im Animus erzeugt hatte, und das über den gestohlenen Memory-Kern auch in den Animus 2.0 gelangte. Kaczmarek erklärt Desmond, dass es für ihn noch einen Weg gäbe, ohne bleibende Schäden aus dem Koma zu erwachen: Er muss sämtliche Erinnerungen von Ezio und zum Teil Altaïr erleben, um einen sogenannten Synch-Knoten zu finden. Ab diesem Punkt kann der Animus Desmonds Verstand sowie Erinnerungen von Ezio und Altaïr separieren und ihn somit aus dem Koma erwachen lassen.
Der Erinnerungsverlauf beginnt bei dem nun 52 Jahre alten Ezio Auditore da Firenze, der Hauptperson aus Assassin’s Creed II und Assassin’s Creed: Brotherhood, der vor der Frage steht, was es für ihn noch zu erreichen gibt und was seine Bestimmung ist, nachdem sein vorheriges Lebensziel, die Bekämpfung der Borgia-Familie, erfüllt ist. Um Antworten zu erhalten, macht er sich 1511 auf den Weg nach Masyaf, der ehemaligen Festung der Assassinen. Diese wird jedoch mittlerweile von Templern durchsucht. Ezio gelingt es, den Hauptmann der Gruppe zu töten. Kurz vor seinem Tod erzählt dieser von einem von fünf Schlüsseln, die benötigt werden, um die Tür zur unterirdischen Bibliothek der Festung zu öffnen. Diesen einen Schlüssel fanden die Templer bei Grabungen unter dem Topkapi-Palast in Konstantinopel.
Ezio macht sich nun auf den Weg nach Konstantinopel um die übrigen Schlüssel zu finden und den Templern den ihrigen abzunehmen. Dabei macht er Bekanntschaft mit dem späteren Sultan Süleyman, der als junger Mann von einer Erkundungsreise zurückkehrt. In Konstantinopel nimmt Ezio Kontakt zur örtlichen Assassinengilde auf, lernt dort den Umgang mit einigen neuen Waffen und erhält Informationen über die momentane Lage in der Stadt. Der Untergrundkrieg gegen die Templer und die Suche nach den Schlüsseln, die er mithilfe der Venezianerin Sofia Sartor betreibt, sind nun Ezios Hauptziele. Als die Assassinen ein Attentat auf Prinz Süleyman verhindern können, bittet dieser Ezio um Hilfe. Von nun an beobachtet er zusätzlich den Anführer der Janitscharen, der Leibwache des Sultans, deren Favorit bei der Thronfolge nicht der eigentliche Kronprinz, Süleymans Onkel Ahmed, sondern sein Vater Selim ist. Im Glauben, einer Intrige auf der Spur zu sein, tötet Ezio den Hauptmann schließlich, doch es stellt sich heraus, dass dieser genauso wie er selbst auf der Suche nach dem Auftraggeber der Attentäter und somit unschuldig war.
Ezio beginnt mit der Suche nach dem wahren Drahtzieher. Er beobachtet das Eintreffen von Manuel Palaiologos, einem weiteren Verdächtigen. Palaiologos wäre ursprünglich nächster byzantinischer Kaiser geworden, wäre dieses Reich nicht von den Osmanen erobert worden. Ezio folgt ihm bei seiner Abreise in eine Höhlenstadt in Kappadokien, in der die Templer, die die Überreste der byzantinischen Zivilisation darstellen, ihr geheimes Lager haben. Er stellt Palaiologos, tötet ihn und erhält von ihm den letzten Schlüssel zur Bibliothek. In diesem Moment erscheint Ahmed und offenbart sich als wahrer Anführer der Templer. Er reist zurück nach Konstantinopel und nimmt dort Sofia gefangen. Mit ihr als Druckmittel erpresst er die Schlüssel zur Bibliothek und flieht Richtung Masyaf. Ezio gelingt es, Sofia zu befreien und die beiden nehmen die Verfolgung auf. Nachdem sie den Templer gestoppt haben, erscheint Selim, der nach einer Entscheidung des alten Sultans Bayezid II. nun der neue Thronfolger ist, und tötet seinen Bruder.
Ezio und Sofia kehren nach Masyaf zurück und öffnen die Tür zur Bibliothek. Dort befinden sich Altaïrs Skelett sowie der Edenapfel, den dieser bis zu seinem Tode bei sich bewahrt hat. Die Erinnerung endet damit, dass Ezio seine Waffen vor dem Apfel ablegt und zu Desmond spricht. Er erkennt, dass er nur der Überbringer einer Nachricht ist, die sich seinem Verstand entzieht und hofft von Desmond Antworten auf seine Fragen zu bekommen. Nun spricht Jupiter direkt zu Desmond und berichtet ihm von der Zerstörung der Ersten Zivilisation, die die Menschheit einst erschuf, vor Jahrtausenden durch einen Sonnensturm. Dies steht auch der heutigen Welt bevor, jedoch haben Jupiter, Juno und Minerva den Menschen ein unbekanntes Artefakt zur Rettung des Planeten hinterlassen. Jupiter zeigt Desmond den Ort, wo es bis heute versteckt liegt, nämlich die Ostküste der USA. Desmond wacht aus dem Koma auf und sieht das Assassinenteam und seinen Vater im Laderaum eines Lieferwagens. Sein Vater öffnet die Tür und Desmond erkennt die Höhle, in dem das Artefakt versteckt liegt, genau vor ihm.
Altaïrs Erinnerungen
Jeder gefundene Schlüssel enthält eine Erinnerung Altaïrs. Diese beziehen sich alle auf einen Konflikt mit einem Assassinen-Bruder, Abbas, der einen abgrundtiefen Hass auf Altaïr verspürt und versucht, die Macht über den Orden an sich zu reißen. Abbas will, nachdem er die Macht erworben hat, mithilfe des Edenapfels alle Menschen töten, die nicht das tun was er sagt. Dabei führt er jedoch in Wirklichkeit seine Zerstörung herbei. Altaïr kämpft gegen Abbas und es gelingt ihm schließlich mithilfe der ersten funktionsfähigen (Abbas hatte die zweite) Pistole diesen zu eliminieren. Er versteckt den Edenapfel in der unterirdischen Bibliothek Masyafs, schließt sich selbst ein und findet dort seine letzte Ruhe.
Desmonds Reise
Nachdem man in der Spielwelt sogenannte Animus Datenfragmente gefunden und aufgesammelt hat, werden nach und nach spielbare Sequenzen freigeschaltet, welche den Spieler über die Vergangenheit Desmonds aufklären. Dabei steuert man ihn in der Ego-Perspektive durch eine abstrakte Welt, die stets mit dem Erzählten in Verbindung steht. Desmond selbst erinnert sich an seine Vergangenheit von seiner Kindheit, die von der Ausbildung zum Assassinen durch seine Eltern beeinflusst war, über seinen Ausbruch aus diesem Leben, zum Leben als Barkeeper in New York City, bis hin zur Gefangennahme durch die Templer um Warren Vidic, was gleichzeitig den Übergang zum ersten Teil der Reihe bildet. Um Hindernisse zu überwinden, hat der Spieler die Möglichkeit rechteckige oder schräge Blöcke zu platzieren. Wenn der Spieler alle Erinnerungen von Desmond abgeschlossen hat, kann er im Verlauf des Spiels unter der Einstellung „Monturen“ im Inventarmenü Ezio die Gestalt von Desmond annehmen lassen.
Das verlorene Archiv
Der herunterladbare Inhalt Das verlorene Archiv wurde am 28. Februar 2012 veröffentlicht. Er greift das Spielprinzip von Desmonds Reise auf und erzählt in derselben Weise die Geschichte von Subjekt 16 durch einen Off-Sprecher, während der Spieler durch das Platzieren von Blöcken Hindernisse in einer abstrakten Welt überwinden muss. Das Besondere hierbei ist, dass es sich um eine Endlosschleife handelt, die erst durch das Sammeln sogenannter „Entschlüsselungsfragmente“ durchbrochen werden kann. Die Geschichte von Subjekt 16 handelt von Ereignissen in seinem Leben wie seiner Kindheit, dem Beitritt zu den Assassinen, dem Einbruch in Abstergo oder seinem Suizid.

## Neuerungen
Im Vergleich zum Vorgänger kamen einige Neuerungen zum Spielprinzip hinzu:
- Bomben: Ezio kann an speziellen Werkbänken nun selber Bomben bauen, die „Zutaten“ dazu findet er bei toten Soldaten oder in den verstreuten Schatztruhen. Es gibt verschiedene Arten von Zündern und Schießpulvern, die die Kraft bestimmen und Effekte:
  - Aufschlagzünder: Explodiert bei Aufschlag
  - Verzögerter Zünder: Explodiert nach drei Sekunden
  - Haftgranate: Bleibt am Gegner kleben
  - Sprengfalle: Explodiert, wenn der Gegner einen der angebrachten Drähte berührt
  - Tödliche Bomben: Diese Bomben sind direkt auf das Ausschalten von Gegnern spezialisiert. Dazu zählen die Donnerbombe, die Schaden verursacht und den Gegner lähmt, die Splitterbombe, die Splitter in alle Richtungen schießt und sehr großen Schaden verursacht und die Daturabombe, die Gegner vergiftet. Vorteil dieser Bomben ist, dass mit ihnen, im Gegensatz zu den meisten anderen Waffen, auch mehrere Gegner gleichzeitig ausgeschaltet werden können.
  - Taktische Bomben: Ermöglichen eine schnelle Flucht. Dazu gehören die Rauchbombe, die Gegnern die Sicht raubt, die Krähenfußbombe, die Stacheln auf dem Boden freisetzt und so Gegner aufhält, ohne sie zu töten und die Blutbombe, die, auf eine Wache geworfen, diese kurz glauben lässt, sie sei ernsthaft verletzt und sie so kurz ablenkt.
  - Ablenkende Bomben: Dienen als Ablenkungsmanöver und ziehen die Aufmerksamkeit aller Personen auf sich. Dazu zählen die Kirschköderbombe, die einen lauten Knall verursacht und Wachen in Hörweite anlockt, die Rauchzeichenbombe, die weißen Rauch freisetzt und Wachen in Sichtweite anlockt und die Pyritmünzenbombe, die Münzen aus Katzengold verstreut und so Zivilisten anlockt, die sich gegenüber Wachen aggressiv verhalten.
- Die Osmanische Hakenklinge, (engl.: Ottoman hook blade). Diese ist eine überarbeitete Version der bekannten versteckten Klinge. Sie ermöglicht Ezio an Seilen zu rutschen, die sich auf Dächern befinden, ein flüssigeres und schnelleres Klettern und Springen und neue Möglichkeiten Gegner im Kampf auszuschalten.
- ein paar Änderungen an den Assassinenrekruten, die nun jeweils einer von vier Klassen mit unterschiedlichen Fähigkeiten angehören, als feste Besatzung in Städte geschickt und mit Meisterassassinen-Missionen trainiert werden können.
- das Eroberungssystem der Assassinenfesten, die nun auch nach der Befreiung noch von Templern zurückerobert werden können.
- Individualisierungsmöglichkeiten im Mehrspielermodus, sodass kein Spieler mehr dem anderen gleicht.

## Rezeption
Viele Magazine loben das Spiel als „abwechslungsreicher“ und „agiler als je zuvor“, zudem gab es „kinoreife Zwischensequenzen“.
- Spieletipps meint: „…das Spiel selbst überzeugt großteils schon jetzt. Die Entwickler polieren die Grafik auf, gestalten die Missionen abwechslungsreicher und liefern mit den drei Protagonisten einen spannenden Handlungsrahmen...die seichten Computergegner mit typisch defensiver Haltung aber minimieren den Spielspaß ein wenig.…“[1]
- Computer Bild formuliert: ‚…Der Tapetenwechsel tut der „Assassin’s Creed“-Reihe gut [und] bringt frischen Wind in die leicht angestaubten Grafik-Segel‚. Es sei ‚mit seinen neuen Spielzeugen agiler als je zuvor… das Gezeigte wirkt bereits äußerst vielversprechend und macht definitiv Lust auf mehr.‘[2]
- GameStar meint: „… gute Unterhaltung… Kämpfe gut inszeniert… kinoreife Zwischensequenzen… der Einsatz der Bomben bringt frischen Wind ins Spiel...skeptisch sind wir noch beim Schwierigkeitsgrad: Die Protagonisten scheinen deutlich stärker zu sein als ihre Gegner. “[3]

## Veröffentlichungen
Wie auch seine Vorgänger Assassin’s Creed II und Brotherhood wurde Revelations zusätzlich zur Standardversion in verschiedenen Sondereditionen veröffentlicht:
- D1 (Day One) Edition (nur PS3): limitierte Erstauflage, die zusätzlich das komplette Spiel Assassin's Creed als Download enthält.
- Special Edition: enthält eine neue Montur für Ezio sowie zwei Multiplayer-Charaktere als Download, außerdem den Kurzfilm Embers auf DVD.
- Osmanische Edition: enthält den Zusatzinhalt Das verlorene Archiv, eine zusätzliche Singleplayer-Mission, diverse kosmetische Gegenstände für Ezio sowie mehrere Multiplayer-Charaktere und -Gegenstände.
- Collector’s Edition: enthält ein Artbook, den Kurzfilm Embers auf DVD, eine Soundtrack-CD sowie eine zusätzliche Singleplayer-Mission und zwei Multiplayer-Charaktere als Download.
- Animus Edition: weitestgehend identisch mit der Collector’s Edition, anstelle des Artbooks liegt der Edition jedoch eine große Enzyklopädie bei, außerdem eine neue Montur sowie Inventarerweiterungen für Ezio als Download.

Am 17. November 2016 wurde außerdem Assassin’s Creed: The Ezio Collection für Xbox One und PlayStation 4 veröffentlicht. Diese beinhaltet neben Revelations auch die Teile Assassin’s Creed II und Brotherhood in grafisch überarbeiteter Fassung inklusive aller zuvor kostenpflichtig erhältlichen Zusatzinhalte sowie die Kurzfilme Lineage und Embers.